# Apach
Apach é uma comuna francesa na região administrativa do Grande Leste, no departamento de Mosela. Estende-se por uma área de 3.35 km², e possui 1.061 habitantes, segundo o censo de 2018, com uma densidade de 320 hab/km².